# تولا وتینن
تولا وتینن (فنلاندی: Tuula Väätäinen؛ زادهٔ ۲ اکتبر ۱۹۵۵) سیاستمدار اهل فنلاند است.